# Gouguin
Ne doit pas être confondu avec Goughin ou Goulguin.
Gouguin est une localité située dans le département de Kaya de la province du Sanmatenga dans la région Centre-Nord au Burkina Faso.

## Éducation et santé
Le centre de soins le plus proche de Gouguin est le centre de santé et de promotion sociale (CSPS) de Basnéré tandis que le centre hospitalier régional (CHR) se trouve à Kaya.
Gouguin possède un centre d'alphabétisation.